# Kentish Bush
Bush sinónimo Kentish Bush es una variedad cultivar de ciruelo (Prunus domestica), de las denominadas ciruelas europeas.
Una variedad de ciruela encontrada en un seto en Bobbing, Sittingbourne, en el condado  de Kent registrada por primera vez en 1836.
Las frutas de un tamaño pequeño a mediano, tiene color de la piel morado oscuro tachonado de manchas más rojizas y brillantes o verdosas, punteado abundante de tamaño variable, cobrizo claro no se aprecia aureola, y su pulpa de color calabaza claro o verdoso, con textura medio firme, algo pastosa, medianamente jugosa, y sabor soso y sin aroma.

## Historia
'Kentish Bush' es una antigua variedad de ciruela en el noroeste de Inglaterra en un seto en Bobbing, Sittingbourne, en el condado  de Kent, fue registrada por primera vez en 1836.
'Kentish Bush' está cultivada en diversos bancos de germoplasma de cultivos vivos, tales como en la Estación experimental Aula Dei de Zaragoza, y en la National Fruit Collection (Colección Nacional de Fruta) de Reino Unido, con el número de accesión: 1948 - 478 y nombre de accesión : Bush. Recibido por "The National Fruit Trials" (Probatorio Nacional de Frutas) en 1948.

## Características
'Kentish Bush' árbol que tiene un fuerte crecimiento y su copa tiene un sistema de ramas aireado. Es autofértil no necesita polinizador. Es una de las pocas ciruelas nativas de Escocia y no está ampliamente disponible, solo en los mercados locales. Tiene un tiempo de floración que comienza a partir del 20 de abril con el 10% de floración, para el 23 de abril tiene una floración completa (80%), y para el 4 de mayo tiene un 90% de caída de pétalos.
'Kentish Bush' tiene una talla de fruto de tamaño pequeño a mediano, de forma elíptico redondeada, asimétrica, con depresión suave en zona ventral y cubeta en polo pistilar, siendo la sutura prácticamente inapreciable, en depresión casi superficial en zona peduncular y ventral central, y bastante más acusada en el polo pistilar, con peso promedio de 31.80 gr; de piel color morado oscuro tachonado de manchas más rojizas y brillantes o verdosas, punteado abundante de tamaño variable, cobrizo claro no se aprecia aureola, pedúnculo de longitud corto, y fino (promedio 10.00 mm), situado en cavidad peduncular estrecha, poco profunda, poco rebajada en la sutura; pulpa de color calabaza claro o verdoso, con textura medio firme, algo pastosa, medianamente jugosa, y sabor soso y sin
aroma.
Hueso adherido, pequeño o mediano, elíptico redondeado, con surco dorsal casi superficial en la mitad superior y limitado por dos labios salientes en la inferior, surcos laterales poco marcados, superficie arenosa, semi lisa.
Su tiempo de recogida de cosecha se inicia en su maduración desde la segunda decena de agosto.

## Cultivo
Utilizada como ciruela de cocina para hacer mermelada, especialmente cuando está poco maduro. Otra de sus aplicaciones es para producir licor de ginebra.